# Nailsworth
Nailsworth is een civil parish in het bestuurlijke gebied Stroud, in het Engelse graafschap Gloucestershire met 5794 inwoners. Het ligt aan de A46.
Vroeger was het een nederzetting waar de Avening Valley en de Woodchester Valley samenkwamen. Men vindt er dan ook nog vele historische gebouwen uit de Middeleeuwen, zoals Beverston Castle en Owlpen Manor.
In de tijd van de Industriële Revolutie was Nailsworth een kleine stad waar molens en bierbrouwen de grootste industrie vormden. Tussen 1867 en 1947 was het treinstation van deze plaats direct gelegen aan het Nationale spoorwegennet van Groot-Brittannië.
Tegenwoordig is Nailsworth een rustig dorp, wat vooral in de zomer door wandelaars wordt bezocht. Elke vierde zaterdag van de maand vindt er een markt plaats. Lokale evenementen worden nog altijd door de stadsomroeper aangekondigd.
De afgelopen eeuw heeft Nailsworth zich ontwikkeld en vindt men naast vele restaurants en cafés eveneens een aantal ongebruikelijke winkels van hoge kwaliteit. De partnerstad van Nailsworth is het Franse Lèves, waar elk jaar een uitwisseling mee plaatsvindt.